# Vranovice (ort i Tjeckien, Södra Mähren)
Vranovice är en ort i Tjeckien.   Den ligger i regionen Södra Mähren, i den sydöstra delen av landet, 200 km sydost om huvudstaden Prag. Vranovice ligger 176 meter över havet och antalet invånare är 1 934.
Terrängen runt Vranovice är platt.Runt Vranovice är det ganska tätbefolkat, med 72 invånare per kvadratkilometer. Närmaste större samhälle är Hustopeče, 9,9 km öster om Vranovice. Trakten runt Vranovice består till största delen av jordbruksmark.